# Maxime Lopez
Maxime Lopez (Marseille, 4 december 1997) is een Frans voetballer die doorgaans als offensieve middenvelder speelt. Hij verruilde Olympique Marseille in juli 2021 voor Sassuolo, dat hem daarvoor al negen maanden huurde.

## Clubcarrière
Lopez begon met voetballen bij FC Burel en werd in 2010 opgenomen in de jeugdopleiding van Olympique Marseille. Hier tekende hij op 12 juli 2014 zijn eerste profcontract en zat hij op 8 november 2015 voor het eerst op de bank bij het eerste elftal, tijdens een wedstrijd uit tegen OGC Nice. Lopez debuteerde op 21 augustus 2016 in de Ligue 1, uit tegen EA Guingamp. Hij viel die dag na 60 minuten in voor Bouna Sarr. Marseille verloor met 2–1.
Lopez vocht in zich in zijn debuutjaar meteen in de basis bij Marseille, maar verloor die positie in de eerste helft van 2017/18. Hij behoorde dat jaar wel steevast tot de eerste elf tijdens wedstrijden in de Europa League. Marseille en hij haalden de finale, maar verloren die van Atlético Madrid. Lopez kreeg in 2018/19 zijn basisplaats terug, maar verloor die in het volgende seizoen opnieuw.
Marseille verhuurde Lopez in oktober 2020 voor de rest van het seizoen aan Sassuolo. Hiervoor debuteerde hij op 23 oktober 2010 in de Serie A, thuis tegen Torino (3–3). Sassuolo lijfde Lopez in juli 2021 definitief in.

## Clubstatistieken
| Seizoen     | Club                | Competitie  | Competitie | Competitie | Beker | Beker | Internationaal | Internationaal | Totaal | Totaal |
| Seizoen     | Club                | Competitie  | Wed.       | Dlp.       | Wed.  | Dlp.  | Wed.           | Dlp.           | Wed.   | Dlp.   |
| ----------- | ------------------- | ----------- | ---------- | ---------- | ----- | ----- | -------------- | -------------- | ------ | ------ |
| 2016/17     | Olympique Marseille | Ligue 1     | 30         | 3          | 5     | 0     | —              | —              | 35     | 3      |
| 2017/18     | Olympique Marseille | Ligue 1     | 24         | 0          | 4     | 0     | 17             | 1              | 45     | 1      |
| 2018/19     | Olympique Marseille | Ligue 1     | 32         | 1          | 2     | 0     | 5              | 0              | 39     | 1      |
| 2019/20     | Olympique Marseille | Ligue 1     | 23         | 0          | 4     | 0     | —              | —              | 27     | 0      |
| 2020/21     | Olympique Marseille | Ligue 1     | 4          | 0          | 0     | 0     | 0              | 0              | 4      | 0      |
| Club totaal | Club totaal         | Club totaal | 113        | 4          | 15    | 0     | 22             | 1              | 150    | 5      |
| 2020/21     | Sassuolo            | Serie A     | 29         | 2          | 1     | 0     | —              | —              | 30     | 2      |
| 2021/22     | Sassuolo            | Serie A     | 35         | 2          | 2     | 0     | —              | —              | 37     | 2      |
| 2022/23     | Sassuolo            | Serie A     | 30         | 0          | 1     | 0     | —              | —              | 31     | 0      |
| Club totaal | Club totaal         | Club totaal | 94         | 4          | 4     | 0     | 0              | 0              | 98     | 4      |

Bijgewerkt t/m  24 juli 2023

## Interlandcarriere
Lopez kwam uit voor Frankrijk –20 en Frankrijk –21, maar speelde met geen van beide op een eindtoernooi.